# Lotte van Drunen
Lotte van Drunen (Gorinchem, 9 augustus 2007) is een Nederlandse motorcrosser. Ze schreef in 2024 het wereldkampioenschap in de WMX op haar naam. Tevens is ze de jongste kampioen ooit in deze klasse. In 2023 werd ze Europees kampioene en derde in het wereldkampioenschap voor vrouwen.

## Biografie
Van Drunen komt uit een motorcross-familie. Haar vader en drie broers crosten ook. Ze kreeg voor haar vierde verjaardag haar eerste motor. In 2014, op zesjarige leeftijd, deed ze voor het eerst mee aan het Nederlands Kampioenschap, tussen de jongens. In 2016 werd ze voor het eerst Nederlands kampioen. Ook in 2018 werd ze Nederlands kampioen en ze haalde een vierde plek bij het FIM Wereldkampioenschap voor junioren in Australië. Hiermee haalde ze in haar debuutjaar in de 65cc de beste klassering voor een junior meisje ooit. In 2019 werd ze op het WK derde.
In 2020 werd Van Drunen tweede bij haar debuut in het ONK 85cc. In 2021 reed ze voor het Rynopower MX Racing Team op KTM. Ze werd het eerste meisje dat in de Junior Cup 85 een poleposition wist te veroveren. Op het Europees kampioenschap won ze een bronzen medaille. In 2022 won ze wederom het Open Nederlands Kampioenschap, als 14-jarige tegen 17-jarige jongens. Na haar vijftiende verjaardag debuteerde ze in de wereldkampioenschap motorcross voor vrouwen (WMX) en werd bekend dat ze een driejarig contract zou krijgen bij Kawasaki.
In 2023 deed Van Drunen voor het eerst een volledig seizoen mee aan de WMX. De driejarige deal met Kawasaki ging echter niet door, waarna ze als privérijder met een Kawasaki het kampioenschap in ging. Het was haar eerste seizoen op de zwaardere 250cc machine en ze won meteen de eerste manche van het seizoen in Sardinië. Met een derde plaats in de tweede manche werd ze tweede in de Grand Prix. Na haar verjaardag won ze beide manches van de Grote Prijs van Nederland. Ze was daarmee de vierde Nederlandse die een WMX GP-motorcross won. In het eindklassement werd ze derde. Bij de Europese Kampioenschappen EMX voor vrouwen won Van Drunen alle 12 manches, ofwel alle zes grote prijzen en dus ook de titel.
Voor het seizoen 2024 stapte Van Drunen over naar het De Baets MX-team dat op Yamaha rijdt. Ze reed in november 2023 haar eerste wedstrijden voor Yamaha. In Orlando, bij de Mini O's, een van de grootste wedstrijden van Amerika, won ze twee titels voor vrouwen. In januari 2024 werd ze opgenomen in het atletenprogramma Quadrant van F1-coureur Lando Norris.

## Erelijst
| GP overwinningen | GP overwinningen | GP overwinningen | GP overwinningen | GP overwinningen |
| Nr.              | Datum            | Grote Prijs      | Plaats           | Bron             |
| WMX-klasse       | WMX-klasse       | WMX-klasse       | WMX-klasse       | WMX-klasse       |
| ---------------- | ---------------- | ---------------- | ---------------- | ---------------- |
| 1                | 20-08-2023       | Nederland        | Arnhem           | [ 15 ]           |
| 2                | 07-04-2024       | Sardinië         | Riola Sardo      |                  |
| 3                | 12-05-2024       | Galicië          | Lugo             |                  |
| 4                | 18-08-2024       | Nederland        | Arnhem           |                  |
| 5                | 06-04-2025       | Sardinië         | Riola Sardo      |                  |